# Fonds d'archives

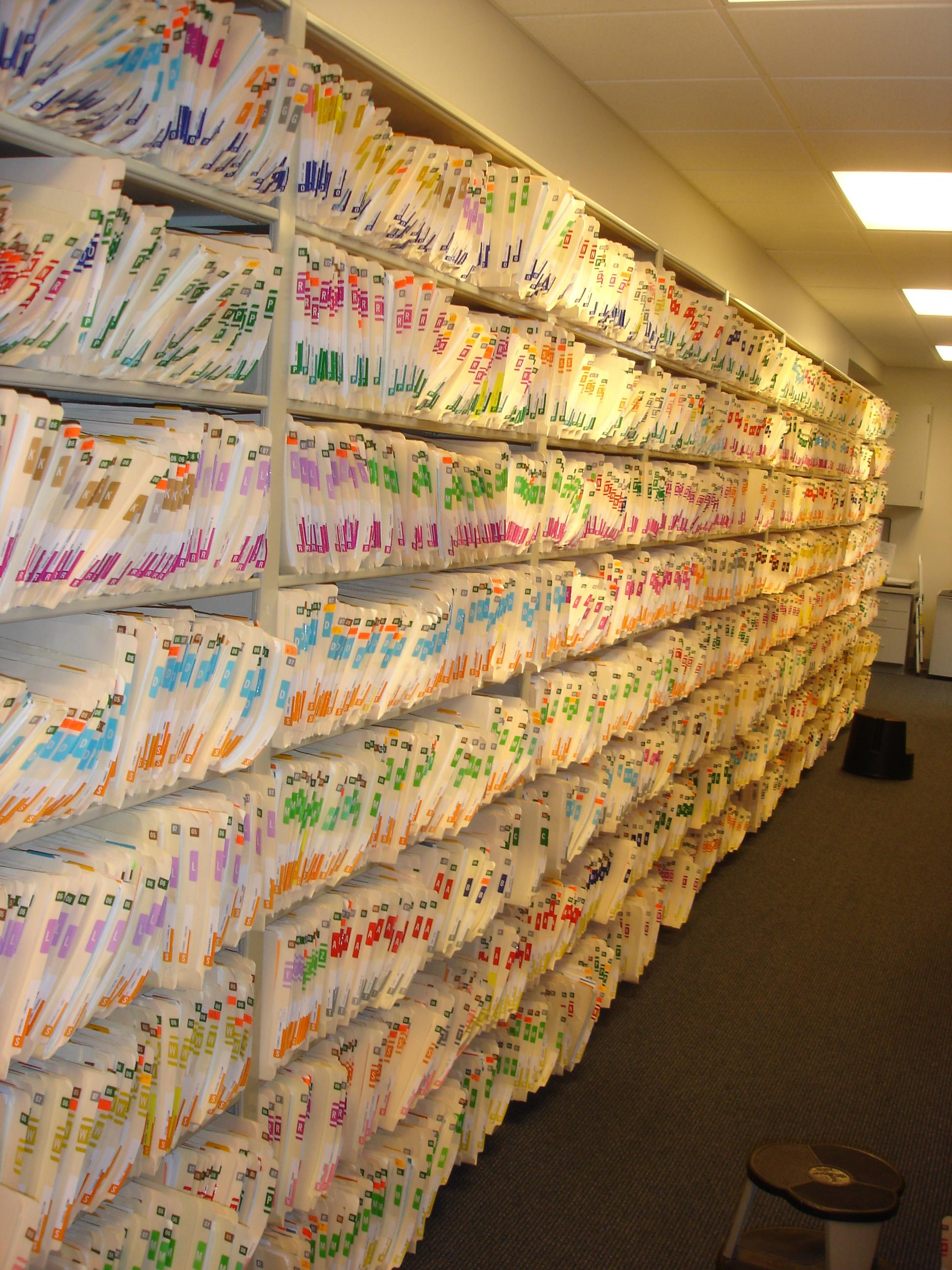
Un ensemble de documents organisés.

Un fonds d’archives est fréquemment défini comme étant un ensemble de documents organiquement et automatiquement rassemblé par une entité physique ou morale dans le cadre de ses fonctions ou de son activité,.

## Description (principes et caractéristiques)
La constitution d’un fonds d’archives repose sur le principe de respect des fonds. Les documents qui le composent doivent appartenir à la même entité physique ou morale. Tous les documents d’archives ont deux valeurs : une valeur d’information et une valeur de preuve. Ces documents d’archives sont produits de façon organique. Ainsi, tous les ensembles de documents ne sont pas des fonds d’archives.
Pour constituer correctement un fonds d’archives, l’archiviste doit d’abord s’appuyer sur le principe de respect des fonds. C’est ce qui lui sert de ligne directrice. En le respectant, l’archiviste s’assure qu’il parvient à constituer un fonds d’archives, défini par Carol Couture comme étant « l’unité de base » dans le milieu. Pour Natalis de Wailly, un fonds correspond à un regroupement de documents qui appartiennent à une même entité physique ou morale. Il précise également qu’il faut que ces documents proviennent directement de cette entité, et non pas seulement être en rapport avec celle-ci. Par exemple, ce n’est pas parce qu’un document parle de mère Thérésa qu’il appartient au fonds d’archives de mère Thérésa. Il faudrait que ce document ait été créé par elle pour qu’il en fasse partie.
Le principe de territorialité s’inscrit dans le principe de respect des fonds. En effet, selon Couture et Rousseau, il faudrait autant que possible conserver les archives là où elles sont produites afin d’en faciliter l’accès et l’utilisation. Ce principe s’applique sur le plan national (échange d’archives entre États lors de la succession), sur le plan régional (un même territoire géographique ou administratif) et sur le plan institutionnel (au sein de l’institution responsable de sa création).
Le classement et l'établissement des instruments de recherche (répertoire, inventaire, bases de données, etc.) doivent être effectués dans la perspective que le lien organique unissant chaque document avec l'entité qui l'a produit soit toujours apparent. Un document est produit de façon organique lorsqu’il est créé ou reçu dans le cadre des activités ou des fonctions d’une personne physique ou morale, comme une organisation, une institution, un individu, une famille, etc.
Selon Couture, tous les documents d’archives ont deux valeurs qui lui sont indissociables et qui permettent d’établir les fondements du fonds d’archives. D’abord, leur valeur d’information : chaque document, peu importe son support ou sa nature, simplement parce qu’il existe en tant que document, contient de l’information. Ensuite, leur seconde valeur est la valeur de preuve : tout document d’archives est le témoin d’évènements passés, qu’ils soient administratifs, légaux, financiers ou historiques.
Un fonds ouvert est un fonds d’archive qui continue à recevoir des nouveaux documents, tandis qu’un fonds clos est un fonds d’archive qui ne reçoit plus de nouveaux documents, pour lequel de nouveaux documents ne sont plus produits. Des documents pourraient exceptionnellement s’ajouter à un fonds clos s’ils sont découverts après la fermeture de celui-ci, mais un fonds clos ne produit plus de nouveaux documents.
On peut ajouter que ces documents ont pour caractéristique de ne pas être des publications, mais des « documents de travail ».
Dans un fonds d'archives, on peut trouver tous les types possibles de documents, quels que soient :
- leur date : les documents d'archives sont des archives dès le moment de leur création ;
- leur support : parchemin, papier, bande magnétique, pellicule photographique, DVD, documents en réseau (sans support matériel), etc. ;
- leur technique de fabrication : manuscrits, imprimés, photographies, gravures, sceaux, notamment.

Tous les ensembles de documents ne sont pas des fonds d'archives :
une collection n'est pas un fonds d'archives. Une collection consiste en un ensemble de documents qui ont été réunis de façon non organique, c’est-à-dire par quelqu’un qui n’a ni créé ni reçu ces documents . Les éléments d’une collection peuvent ainsi provenir de fonds d’archive différents. À la différence du caractère organique d'un fonds d'archives, une collection n'est définie que par l'arbitraire de celui qui la constitue et qui en fixe le critère de sélection des pièces ; ces dernières n'ont pas d'autre lien entre elles que ce critère arbitraire.